# Wereldbeker mountainbike 2006
De Wereldbeker mountainbike 2006 was de zestiende editie van deze internationale wedstrijdcyclus voor mountainbikers. Er werd gestreden in vier disciplines: cross-country (XC), marathon (MX), downhill (DH) en four cross (4X).

## Cross Country

### Overzicht
| №  | Datum | Locatie                        | Winnaar          | Winnares             |
| -- | ----- | ------------------------------ | ---------------- | -------------------- |
| #1 | 01/04 | Curaçao, Nederlandse Antillen  | Bart Brentjes    | Gunn-Rita Dahle      |
| #2 | 14/05 | Madrid, Spanje                 | Julien Absalon   | Gunn-Rita Dahle      |
| #3 | 21/05 | Spa-Francorchamps, België      | Julien Absalon   | Gunn-Rita Dahle      |
| #4 | 27/05 | Fort William, Groot-Brittannië | Julien Absalon   | Nina Göhl            |
| #5 | 26/06 | Mont-Sainte-Anne, Canada       | Christoph Sauser | Marie-Hélène Prémont |
| #6 | 09/09 | Schladming, Oostenrijk         | Christoph Sauser | Marie-Hélène Prémont |

### Eindklassementen
| Mannen Elite |                      |                             |        |
| Plaats       | Naam                 | Ploeg                       | Punten |
| Goud         | Julien Absalon       | Bianchi Agos                | 1205   |
| Zilver       | Christoph Sauser     | Specialized Factory Racing  | 1080   |
| Brons        | José Antonio Hermida | Multivan Merida Biking Team | 960    |
| 4            | Bart Brentjens       | Giant-Racing-Team           | 800    |
| 5            | Florian Vogel        | Scott-Swisspower MTB        | 713    |
| 6            | Liam Killeen         | Specialized Factory Racing  | 652    |
| 7            | Roel Paulissen       | Giant-Racing-Team           | 648    |
| 8            | Ralph Näf            | Multivan Merida Biking Team | 610    |
| 9            | Nino Schurter        | Scott-Swisspower MTB        | 481    |
| 10           | Michael Weiss        |                             | 410    |

| Vrouwen Elite |                      |                             |        |
| Plaats        | Naam                 | Ploeg                       | Punten |
| Goud          | Gunn-Rita Dahle      | Multivan Merida Biking Team | 1300   |
| Zilver        | Marie-Hélène Prémont | Rocky Mountain Business     | 1105   |
| Brons         | Sabine Spitz         | Specialized Factory Racing  | 900    |
| 4             | Irina Kalentieva     |                             | 896    |
| 5             | Margarita Fullana    | Spiuk Illes Balears         | 700    |
| 6             | Nina Göhl            | Multivan Merida Biking Team | 685    |
| 7             | Lene Byberg          | Bikin'cyprus Int.           | 596    |
| 8             | Mary McConneloug     |                             | 577    |
| 9             | Chengyuan Ren        | China                       | 560    |
| 10            | Maja Wloszczowska    | Kenda/Seven/NoTubes         | 545    |

## Marathon

### Overzicht
| №  | Datum | Locatie                  | Winnaar       | Winnares      |
| -- | ----- | ------------------------ | ------------- | ------------- |
| #1 | 06/05 | Naousa, Griekenland      | Leonardo Páez | Daniela Louis |
| #2 | 17/06 | Mont-Sainte-Anne, Canada | Alban Lakata  | Pia Sundstedt |
| #3 | 09/07 | Villabassa, Italië       | Leonardo Páez | Esther Süss   |
| #4 | 29/07 | Val Thorens, Frankrijk   | Kashi Leuchs  | Pia Sundstedt |

### Eindklassementen
| Mannen Elite |                     |                          |        |
| Plaats       | Naam                | Ploeg                    | Punten |
| Goud         | Leonardo Páez       | Team Full Dynamix        | 780    |
| Zilver       | Thomas Dietsch      | Bianchi Agos             | 590    |
| Brons        | Roland Stauder      | Corratec World Team      | 570    |
| 4            | Alban Lakata        | Specialized Factory Team | 504    |
| 5            | Kashi Leuchs        | Cannondale Vredestein    | 381    |
| 6            | Ivan Rybarnik       | Khs. Cenytsku.Cz         | 378    |
| 7            | Mauro Bettin        | Team Full Dynamix        | 290    |
| 8            | Daniel Gathof       | Team Vaude               | 266    |
| 9            | Massimo De Bertolis | Team Full Dynamix        | 222    |
| 10           | Dario Acquaroli     | Team Full Dynamix        | 215    |

| Vrouwen Elite |                    |                        |        |
| Plaats        | Naam               | Ploeg                  | Punten |
| Goud          | Pia Sundstedt      | Gamlakarleby           | 860    |
| Zilver        | Esther Süss        | Ghost International RT | 710    |
| Brons         | Elena Giacomuzzi   | Dragon Bike Strigno    | 630    |
| 4             | Daniela Louis      | Team Stoeckli-Craft    | 570    |
| 5             | Andrea Kuster      | TG Huetten Price       | 380    |
| 6             | Marg Fedyna        | ERTC/Redbike           | 360    |
| 7             | Anna Enocsson      | Ghost International RT | 360    |
| 8             | Alexandra Hober    |                        | 280    |
| 9             | Fabienne Heinzmann |                        | 210    |
| 10            | Elizabeth Scalia   |                        | 200    |

## Downhill

### Overzicht
| №  | Datum | Locatie                        | Winnaar          | Winnares        |
| -- | ----- | ------------------------------ | ---------------- | --------------- |
| #1 | 07/05 | Vigo, Spanje                   | Mick Hannah      | Tracy Moseley   |
| #2 | 28/05 | Fort William, Groot-Brittannië | Sam Hill         | Tracy Moseley   |
| #3 | 04/06 | Willingen, Duitsland           | Steve Peat       | Tracy Moseley   |
| #4 | 24/06 | Mont-Sainte-Anne, Canada       | Chris Kovarik    | Sabrina Jonnier |
| #5 | 01/07 | Balneário Camboriú, Brazilië   | Matti Lehikoinen | Rachel Atherton |
| #6 | 10/09 | Schladming, Oostenrijk         | Sam Hill         | Sabrina Jonnier |

### Eindklassementen
| Mannen Elite |                  |       |        |
| Plaats       | Naam             | Ploeg | Punten |
| Goud         | Steve Peat       |       | 974    |
| Zilver       | Samuel Hill      |       | 936    |
| Brons        | Greg Minnaar     |       | 890    |
| 4            | Nathan Rennie    |       | 809    |
| 5            | Gee Atherton     |       | 758    |
| 6            | Matti Lehikoinen |       | 695    |
| 7            | Marc Beaumont    |       | 691    |
| 8            | Michael Hannah   |       | 662    |
| 9            | Chris Kovarik    |       | 623    |
| 10           | Cédric Gracia    |       | 614    |

| Vrouwen Elite |                    |       |        |
| Plaats        | Naam               | Ploeg | Punten |
| Goud          | Tracy Moseley      |       | 1263   |
| Zilver        | Sabrina Jonnier    |       | 1205   |
| Brons         | Rachel Atherton    |       | 1020   |
| 4             | Emmeline Ragot     |       | 907    |
| 5             | Helen Gaskell      |       | 674    |
| 6             | Céline Gros        |       | 658    |
| 7             | Mariëlle Saner     |       | 525    |
| 8             | Pizarro Bernardita |       | 487    |
| 9             | Fionn Griffiths    |       | 485    |
| 10            | Mio Suemasa        |       | 397    |

## Four Cross

### Overzicht
| №  | Datum | Locatie                        | Winnaar          | Winnares        |
| -- | ----- | ------------------------------ | ---------------- | --------------- |
| #1 | 06/05 | Vigo, Spanje                   | Michal Prokop    | Jill Kintner    |
| #2 | 27/05 | Fort William, Groot-Brittannië | Michal Prokop    | Jill Kintner    |
| #3 | 03/06 | Willingen, Duitsland           | Jared Graves     | Jill Kintner    |
| #4 | 24/06 | Mont-Sainte-Anne, Canada       | Michal Prokop    | Katrina Miller  |
| #5 | 01/07 | Balneário Camboriú, Brazilië   | Michal Prokop    | Jill Kintner    |
| #6 | 09/09 | Schladming, Oostenrijk         | Kamil Tatarkovic | Fionn Griffiths |

### Eindklassementen
| Mannen Elite |                    |       |        |
| Plaats       | Naam               | Ploeg | Punten |
| Goud         | Michal Prokop      |       | 1240   |
| Zilver       | Jared Graves       |       | 680    |
| Brons        | Kamil Tatarkovic   |       | 620    |
| 4            | Roger Rinderknecht |       | 620    |
| 5            | Joost Wichman      |       | 555    |
| 6            | Chris Powell       |       | 380    |
| 7            | Gee Atherton       |       | 360    |
| 8            | Cédric Gracia      |       | 330    |
| 9            | Jurg Meijer        |       | 300    |
| 10           | Dan Atherton       |       | 210    |

| Vrouwen Elite |                 |       |        |
| Plaats        | Naam            | Ploeg | Punten |
| Goud          | Jill Kintner    |       | 1060   |
| Zilver        | Katrina Miller  |       | 630    |
| Brons         | Tara Llanes     |       | 600    |
| 4             | Anneke Beerten  |       | 410    |
| 5             | Fionn Griffiths |       | 320    |
| 6             | Melissa Buhl    |       | 320    |
| 7             | Joey Gough      |       | 230    |
| 8             | Jana Horaková   |       | 210    |
| 9             | Sabrina Jonnier |       | 190    |
| 10            | Anita Molcik    |       | 180    |